# Мадиат, Джо
Джо Мадиат (англ. Joe Madiath; род. 3 декабря 1950, Индия) — индийский предприниматель, основатель и исполнительный директор Gram Vikas, общественной организации, базирующейся в штате Орисса и работающей над повышением уровня жизни бедных сельских общин экологически устойчивым путём.

## Биография
Социальную активность Джо Мадиат начал в возрасте 12 лет, когда помог улучшить условия труда молодым работникам, нанятых его собственным отцом. В результате, отец послал его в школу-интернат в штате Керала. Годы спустя, его отец всё же принял взгляды своего сына и стал поддерживать его работу в качестве социального предпринимателя.
Мадиат изучал английскую литературу в Мадрасском университете, где позже был избран президентом Союза студентов в колледже Лойола. Там он основал «движение молодых студентов за развитие (YSMD)».
В 1971 году, 400 добровольцев «YSMD» во главе с Мадиатом отправились в Западную Бенгалию, чтобы помочь беженцам пострадавшим от освободительной войны в Бангладеш. В том же году на штат Орисса обрушился тропический циклон, и Мадиат с небольшой группой добровольцев отправился туда, чтобы оказать помощь пострадавшим. После того, как их усилия по оказанию помощи были завершены, Мадиат и его несколько коллег из «YSMD» решили остаться в штате Орисса. По приглашению районных властей, они переехали в округ Ганджам в 1976 году, чтобы начать работу с общиной «адиваси».
В 1979 года Джо Мадиат основал неправительственную организацию «Gram Vikas». Организация занимается развитием исключительно сельской местности. Она работает над рядом проектов в области развития, в том числе продвижению биогаза, общинного лесоводства, развития сельских районов обитания и образования.
«Gram Vikas» использует «универсально важные потребности питьевой воды и санитарии», чтобы примирить жителей и понять, как коллективные действия могут привести к выгодам для общества. Основной принцип «Gram Vikas» «100%-ый охват всех семей в поселении».
По состоянию на март 2011 года, «Gram Vikas» достигла 1 089 общин, с общей численностью населения более 298 000, большинство из которых в штате Орисса.
По состоянию на январь 2015 года, «Gram Vikas» имеет партнерские отношения с более, чем 70 000 семьями.
В 2006 году «Gram Vikas» получила премию за социальное предпринимательство от Фонда Сколла.